# Inspección por partículas magnéticas
La inspección por partículas magnéticas es un tipo de ensayo no destructivo que permite detectar discontinuidades superficiales y subsuperficiales en materiales ferromagnéticos, que pueden dar lugar a futuras fallas de los mismos. 

## Base física
La aplicación del ensayo de Partículas Magnéticas consiste básicamente en magnetizar la pieza a inspeccionar, aplicar las partículas magnéticas (polvo fino de limaduras de hierro) y evaluar las indicaciones producidas por la agrupación de las partículas en ciertos puntos. Este proceso varía según los materiales que se usen, los defectos a buscar y las condiciones físicas del objeto de inspección.

## Uso
Se utiliza cuando se requiere una inspección más rápida que la que se logra empleando líquidos penetrantes. Existen 32 variantes del método, y cada una sirve para diferentes aplicaciones y niveles de sensibilidad.
Este método se utiliza en materiales ferromagnéticos como el hierro, el cobalto y el níquel. Debido a su baja permeabilidad magnética, no se aplica ni en los materiales paramagnéticos (como el aluminio, el titanio o el platino) ni en los diamagnéticos (como el cobre, la plata, el estaño o el zinc).
Los defectos que se pueden detectar son únicamente aquellos que están en la superficie o a poca profundidad. Cuanto menor sea el tamaño del defecto, menor será la profundidad a la que podrá ser detectado.

## Campo magnético
El campo magnético se puede generar mediante un imán permanente, un electroimán, una bobina o la circulación de intensidad eléctrica sobre la pieza. El imán permanente se suele utilizar poco debido a que solamente se pueden conseguir con campos magnéticos débiles.
En una pieza alargada, la magnetización mediante bobina genera un campo magnético longitudinal, por lo que muestra defectos transversales. En cambio, una corriente eléctrica entre los extremos de la pieza genera un campo transversal, por lo que detecta defectos longitudinales.

## Tamaño, forma y aplicación de las partículas
Las partículas magnetizables deben ser de pequeño tamaño para que tengan buena resolución, es decir, para que detecten defectos pequeños o profundos. Esto se debe a que cuanto mayor sea el tamaño de la partícula, mayor será el campo necesario para girarla. Sin embargo, no deben ser demasiado pequeñas para que no se acumulen en las irregularidades de la superficie, lo que ocasionaría lecturas erróneas. Por ello, lo habitual es combinar en mismo ensayo partículas pequeñas (de entre 1 μm y 60 μm) y grandes (desde 60 μm hasta 150 μm). 
Como ya se ha dicho, las partículas magnetizables se pueden aplicar en forma de polvo o en suspensión en un líquido. En este último caso, el líquido empleado puede ser querosene, agua o aceite, entre otros.

## Normativa
IRAM 125 Ensayos no destructivos defectos superficiales y subsuperficiales. Método de determinación por partículas magnetiz-POR-PART%C3%8DCULAS-MAGN%C3%89TICAS INSPECCIÓN POR PARTÍCULAS MAGNÉTICAS]
El método de ensayo no destructivo por partículas magnéticas es usado para la detección de posibles discontinuidades en la inspección de materiales ferromagnéticos. La técnica de partículas magnéticas es una técnica no destructiva relativamente sencilla, basada en la propiedad de ciertos materiales de convertirse en un imán.
Campo de aplicación.
Es un método que utiliza principalmente corriente eléctrica para crear un flujo magnético en una pieza y al aplicarse un polvo ferromagnético produce la indicación donde exista distorsión en las líneas de flujo (fuga decampo), Dicho procedimiento se utiliza para la detección de discontinuidades superficiales y subsuperficiales (hasta 1/4" de profundidad aproximadamente, para situaciones prácticas) en materiales ferromagnéticos. Propiedad física en la que se basa. (Permeabilidad) 
- Propiedad de algunos materiales de poder ser magnetizados.
- La característica que tienen las líneas de flujo de alterar su trayectoria cuando son interceptadas por un cambio de permeabilidad.

Los materiales se clasifican en:
- Diamagnéticos: Son levemente repelidos por un campo magnético, se magnetizan pobremente.
- Paramagnéticos: Son levemente atraídos por un campo magnético, No se magnetizan.
- Ferromagnéticos: Son fácilmente atraídos por un campo magnético, se magnetizan fácilmente.

Tipos de discontinuidades:
- Superficiales
- Subsuperficiales (muy cercanas a la superficie) Poros, grietas, rechupes, traslapes, costuras, laminaciones, etc.

Ventajas
- Se puede inspeccionar las piezas en serie obteniéndose durante el proceso, resultados seguros e inmediatos.
- La inspección es más rápida que los líquidos penetrantes y más económicos.
- Equipo relativamente simple, provisto de controles para ajustar la corriente, y un amperímetro visible, conectores para HWDC, FWDC y AC.
- Portabilidad y adaptabilidad a muestras pequeñas o grandes.
- Requiere menor limpieza que Líquidos Penetrantes.
- Detecta tanto discontinuidades superficiales y subsuperficiales.
- Las indicaciones son producidas directamente en la superficie de la pieza, indicando la longitud, localización, tamaño y forma de las discontinuidades.
- El equipo no requiere de un mantenimiento extensivo.
- Mejor examen de las discontinuidades que se encuentran llenas de carbón, escorias u otros contaminantes y que no pueden ser detectadas con una inspección por Líquidos Penetrantes.

Desventajas
- Es aplicable solamente a materiales ferromagnéticos; en soldadura, el metal depositado debe ser también ferromagnético.
- Requiere de una fuente de poder.
- Utiliza partículas de fierro con criba de 100 mallas (0.0059 in).
- No detectará discontinuidades que se encuentren en profundidades mayores de 1/4".
- La detección de una discontinuidad dependerá de muchas variables, tales como la permeabilidad del material, tipo, localización y orientación de la discontinuidad, cantidad y tipo de corriente magnetizante empleada, tipo de partículas, etc.
- La aplicación del método en el campo es de mayor costo.
- La rugosidad superficial puede distorsionar las líneas de flujo.
- Se requieren dos o más inspecciones secuenciales con diferentes magnetizaciones.
- Generalmente después de la inspección se requiere de una desmagnetización.
- Debe tenerse cuidado en evitar quemadas por arco eléctrico en la superficie de la pieza con la técnica de puntas de contacto.

Procedimiento de Inspección
Área de ensayo: El área de ensayo debe incluir la zona del punto a ser examinado y extenderse una pulgada adicional alrededor. Para una soldadura, el área de ensayo debe incluir el cordón de soldadura, la zona afectada por el calor (ZAC) y hasta una pulgada a cada lado de la soldadura.
Tiempo del ensayo: El ensayo de partículas magnéticas final se realizará cuando la pieza que se está inspeccionando, esté en la condición final para operación, es decir después del tratamiento térmico, maquinado o preparada para el acabado final.
Temperatura durante el ensayo: Un ensayo de partículas magnéticas no debe realizarse sobre una superficie que exceda los 65 °C (135 °F).
Método de ensayo: El ensayo debe desarrollarse usando el método continuo; esto significa que la corriente de magnetización debe permanecer mientras las partículas son aplicadas a la superficie de la pieza y mientras el exceso de partículas esté siendo removido.
Dirección de magnetización: Al menos dos inspecciones separadas deben realizarse en cada pieza o área de ensayo. La segunda inspección debe ser con las líneas de flujo magnético perpendiculares a la realizada en la primera inspección en la misma área.
- Datos: Q1884449
- Multimedia: Magnetic particle inspection / Q1884449